# Lengua de signos mongola
La lengua de signos (o de señas) mongola (en mongol: Монгол дохионы хэл Mongol dokhiony khel) es la lengua de signos que utilizan las personas sordas de Mongolia. Según las estimaciones de Ethnologue hay de unos 10 000 hasta unos 147 000 personas sordas en el país, aunque se desconoce cuántas de ellas saben utilizar la lengua de señas.
El primer diccionario de la lengua de signos mongola fue creado por Linda Ball, una voluntaria del Cuerpo de Paz en Mongolia. En 2007 el Ministerio de Educación, Cultura y Ciencia de Mongolia en cooperación con la Unesco creó otro diccionario de esta lengua con unos 3000 términos.